# Scymnus suturalis
Tvåfärgad talldvärgpiga (Scymnus suturalis) är en skalbaggsart som beskrevs av Carl Peter Thunberg 1795. Scymnus suturalis ingår i släktet Scymnus och familjen nyckelpigor. Arten är reproducerande i Sverige. Inga underarter finns listade i Catalogue of Life.

## Bildgalleri

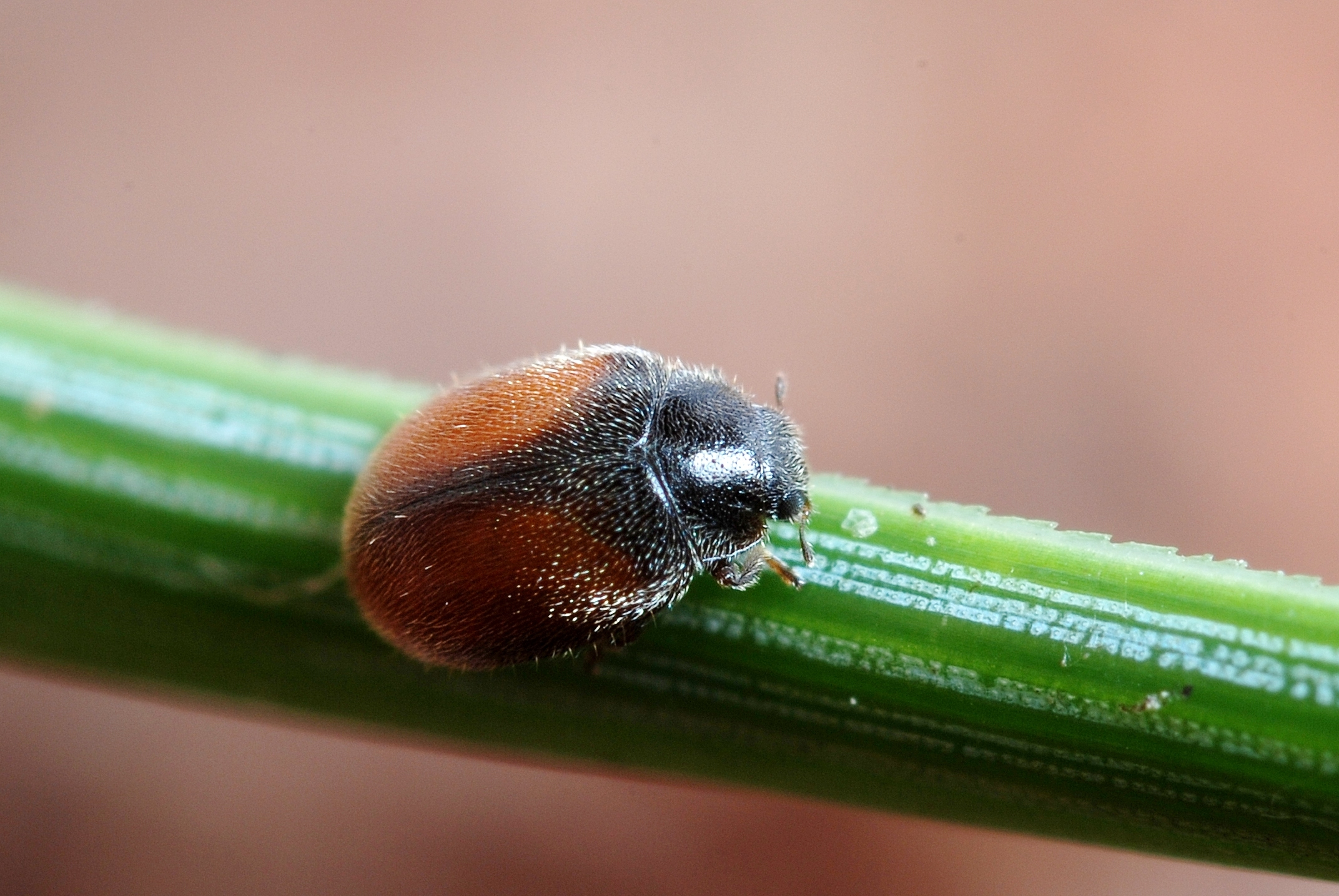